# Angra dos Reis (meteorito)
El meteorito Angra dos Reis es un meteorito del grupo angrita. Fue observado cuando cayó a la tierra en 1869.

## Descubrimiento y nombramiento
El meteorito lleva el nombre de Angra dos Reis, un municipio de Río de Janeiro, Brasil. Cayó el 20 de enero de 1869 en una bahía de 2 metros de profundidad. Dos fragmentos fueron encontrados por un buzo al día siguiente.

## Mineralogía
Aunque es un espécimen de angritas, Angra dos Reis es en realidad muy diferente de la mayoría de las angritas. Está casi completamente hecho de una forma rara de piroxeno. Esto hace que sea más como una piroxenita que la típica angrita, que es similar a un basalto. Las únicas otras muestras de meteoritos parecidas a la del meteorito Angra dos Reis es el meteorito Allende. Se piensa que la razón de esta composición exótica es la fusión parcial de un precursor condrítico en condiciones reducción-oxidación en las que el hierro meteórico es inestable.